# Henrik P. Molin
Henrik P. Molin är en svensk författare född i Dorotea. Han är bosatt i Monaco och New York. Han är grundare av det börsnoterade teknikföretaget Physitrack. Hans mest kända romaner är Tyst partner, Tyst vittne, Fristad och Domen.   

## Biografi
Mellan åren 1993 och 1997 studerade Henrik P. Molin till civilekonom vid Handelshögskolan i Umeå.[källa behövs]

## Karriär
Som 19-åring arbetade Molin som aktiemäklare. Karriären började genom ett arbete på Reuters i Stockholm 1995 och han  tillbringade även en tid i Asien, där han bland annat arbetade med filippinska centralbanken med riskhantering av derivatinstrument. Åren 1998–1999 arbetade han för Nordiska Fondkommission som arbitragemäklare, och har sedan 1999 arbetat med hedgefonder i London, Paris och Zurich som trader och senare som affärsutvecklare.[källa behövs]
År 2001 skrev han färdigt debutromanen, vilken refuserades av förlagen. Han grundade därför det egna bokförlaget Stockholm Publishing och gav ut sin egen bok. Förlaget uppmärksammades för bokens reklamfilm i TV4, producerad som en filmtrailer. Boken sålde omkring 40 000 exemplar och filmrättigheterna såldes i Hollywood våren 2005. Våren 2007 släpptes engelska versionen av Tyst partner under titeln Silent Partner i  elektronisk form på Amazon.com. 
År 2012 startade han Physitrack tillsammans med Nathan Skwortsow.